# Mohsen Rezaji

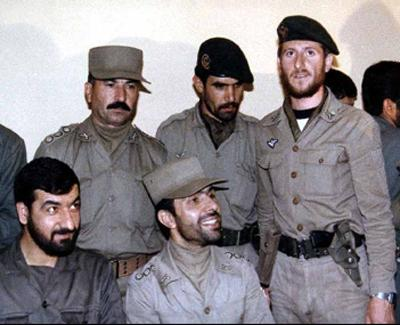
Mohsen Rezaji (siedzi pierwszy z lewej) w grupie wyższych dowódców irańskich podczas wojny 1980-1988

Mohsen Rezaji (ur. 9 września 1954 w Masdżed Solejman) – irański wojskowy i polityk, w latach 1981-1997 głównodowodzący Korpusu Strażników Rewolucji Islamskiej. W 2009 i 2013 bez powodzenia kandydował na prezydenta Iranu.

## Życiorys

### Służba wojskowa
Z pochodzenia jest Bachtiarem. 
Bezpośrednio po powrocie imama Ruhollaha Chomejniego do rewolucyjnego Iranu był jednym z członków jego osobistej ochrony. W 1980 wstąpił do utworzonego rok wcześniej Korpusu Strażników Rewolucji Islamskiej. Według innego źródła do formacji przystąpił już rok wcześniej, tj. w roku jej utworzenia, a w czerwcu 1979 należał już do dowództwa Korpusu. By przystąpić do formacji, przerwał studia. W 1981 został naczelnym dowódcą KSRI. Przyczynił się do jego znaczącej modernizacji.
Latem 1984, gdy rząd Iranu rozważał zasadność dalszego prowadzenia wojny z Irakiem, Rezaji był jednym z czołowych zwolenników kontynuowania walk (takie też rozwiązanie przeważyło). Ponownie domagał się kontynuowania wojny po zwycięskiej dla Iranu operacji Wal-Fajr 8, domagał się, by Iran nie poprzestał na obronie własnych granic, lecz wkroczył na terytorium Iraku. Sprzeciwiał się również zmianom w strategii i taktyce armii irańskiej, broniąc stosowania na szeroką skalę taktyki ludzkiej fali. Z tego powodu popadł w gwałtowny spór z szefem sztabu armii irańskiej Alim Sajjadem Szirazim. W 1988, gdy Najwyższy Przywódca Iranu Ruhollah Chomejni postanowił ostatecznie zgodzić się na zakończenie wojny, Rezajego obarczono winą za ostatnie klęski wojsk irańskich. Dowódca Strażników Rewolucji musiał publicznie złożyć samokrytykę z powodu klęsk dowodzonych przez niego sił w drugiej bitwie o al-Fau i o Szalamche.
W 1989 zrestrukturyzował Korpus, tworząc w jego ramach odrębne siły lądowe, powietrzne oraz marynarkę. Założył również związany z formacją Uniwersytet Imama Husajna. Zamierzał zrezygnować z dowodzenia formacją natychmiast po zakończeniu wojny iracko-irańskiej, jednak Najwyższy Przywódca Iranu nie przyjął jego prośby o zwolnienie.
W 2006 argentyński sąd wydał międzynarodowy nakaz aresztowania Mohsena Rezajego i sześciu innych urzędników irańskich, oskarżając ich o udział w zorganizowaniu zamachu bombowego na żydowskie centrum kulturalne w Buenos Aires w 1994. W latach 2007–2012 jego nazwisko widniało na liście poszukiwanych Interpolu. Rezaji zaprzeczał, jakoby brał udział w organizacji zamachu. 

### Działalność polityczna
W 1997 Najwyższy Przywódca Iranu Ali Chamenei mianował go sekretarzem Rady Ustalania Właściwego Porządku. W ramach pracy w Radzie kierował komitetem ds. makroekonomii i opracowywał dwudziestoletnią perspektywę rozwoju gospodarczego Iranu wydaną w 2005. Cztery lata wcześniej, w 2001, ukończył na Uniwersytecie w Teheranie studia doktorskie w zakresie ekonomii. Zaliczany jest do zaufanych współpracowników Najwyższego Przywódcy Alego Chameneiego.  
W 2000 bez powodzenia startował w wyborach parlamentarnych. W 2005 zamierzał startować w wyborach na prezydenta Iranu, jednak w ostatniej chwili wycofał swoją kandydaturę, by głosy konserwatywnego elektoratu nie rozłożyły się między kilku kandydatów. W 2009 bez powodzenia kandydował na prezydenta Iranu - uzyskał trzeci wynik, za zwycięzcą Mahmudem Ahmadineżadem i Mir-Hosejnem Musawim, z rezultatem 1,7% głosów (według oficjalnych wyników). 
Krytykował antyizraelskie wypowiedzi Mahmuda Ahmadineżada, twierdząc, że nie służą one ani budowaniu wizerunku Iranu na arenie międzynarodowej, ani wypracowywaniu rozwiązania konfliktu izraelsko-palestyńskiego. Opowiadał się za wdrożeniem w Iranie reform gospodarczych w duchu wolnorynkowym - za prywatyzacją i zachęcaniem zagranicznych inwestorów.  
W 2013 po raz trzeci wystartował w wyborach prezydenckich w Iranie. W pierwszej turze zwyciężył w nich Hasan Rouhani, zaś na Rezajego zagłosowało 10,58% wyborców, co stanowiło czwarty rezultat.  
W 2016 Mohsen Rezaji wrócił do czynnej służby w Korpusie Strażników Rewolucji Islamskiej.

## Rodzina
Jego syn Ahmad Rezaji w 1998 uciekł z Iranu i uzyskał azyl polityczny w Stanach Zjednoczonych. Publicznie krytykował rząd Iranu i twierdził, że jego ojciec brał udział w zamachu na centrum żydowskie w Buenos Aires. W 2005 wrócił do Iranu i odwołał swoje wcześniejsze komentarze. Sześć lat później znaleziono go martwego w hotelu w Dubaju, a przyczyna śmierci nie została jednoznacznie wyjaśniona.